# Йохан II (Нюрнберг)
Йохан II (на немски: Johann II von Nürnberg, „der Erwerber“, „Conquæstor“ von Nürnberg, * ок. 1309, † 1357) от род Хоенцолерн е бургграф на Нюрнберг от 1332 до 1357 г.

## Биография
Той е най-големият син на бургграф Фридрих IV († 1332) и Маргарета от Каринтия († 1348). През 1332 г. той наследява баща си. Той увеличава територията си със замък Плазенбург в Кулмбах с графство Кулмбах през 1340 г. след смъртта на граф Ото VI фон Орламюнде без мъжки наследник, според сключения с него наследствен договор от 1337 г. През 1345 г. Йохан II е за кратко хауптман в Марк Бранденбург.
По време на неговото управление избухва чумата и населението на Нюрнберг избило множество евреи, понеже ги смятало виновни за епидемията. Йохан не ги защитил.
След смъртта на Йохан неговият единствен син Фридрих V го последва като бургграф.

## Деца
Йохан II се жени преди 3 март 1333 г. за графиня Елизабет фон Хенеберг († 1377), дъщеря на княз Бертхолд VII († 1340) от графство Хенеберг и съпругата му Аделхайд фон Хесен (1268 – 1315), дъщеря на ландграф Хайнрих I от Хесен. Двамата имат пет деца:

- Фридрих V (1333 – 1398), бургграф на Нюрнберг
- Маргарете († 1377), омъжена през 1359 г. в Ландсхут, за херцог Стефан II от Бавария
- Елизабет († 1383), омъжена през 1360 г. за граф Улрих I фон Шаунберг († 6 март 1373), син на граф Хайнрих V фон Шаунберг
- Анна († 1383), абатиса в манастир Химелкрон (1370 – 1383)
- Аделхайд, монахиня в Биркенфелд (1361 – 1370)